# ثيري هانكيس
ثيري هانكيس هو ممثل بلجيكي، ولد في 20 نوفمبر 1962 بنامور في بلجيكا.

## أعمال

### أفلام
- (2011) منتصف الليل في باريس[4]
- (2012) رينوار[5]
- (2016) انقسام[6][7]

## وصلات خارجية
- ثيري هانكيس على موقع IMDb (الإنجليزية)
- ثيري هانكيس على موقع ألو سيني (الفرنسية)
- ثيري هانكيس على موقع ميوزك برينز (الإنجليزية)
- ثيري هانكيس على موقع أول موفي (الإنجليزية)
- ثيري هانكيس على موقع قاعدة بيانات الفيلم (الإنجليزية)
- ثيري هانكيس على موقع كينوبويسك (الروسية)